# Gupta Birodalom

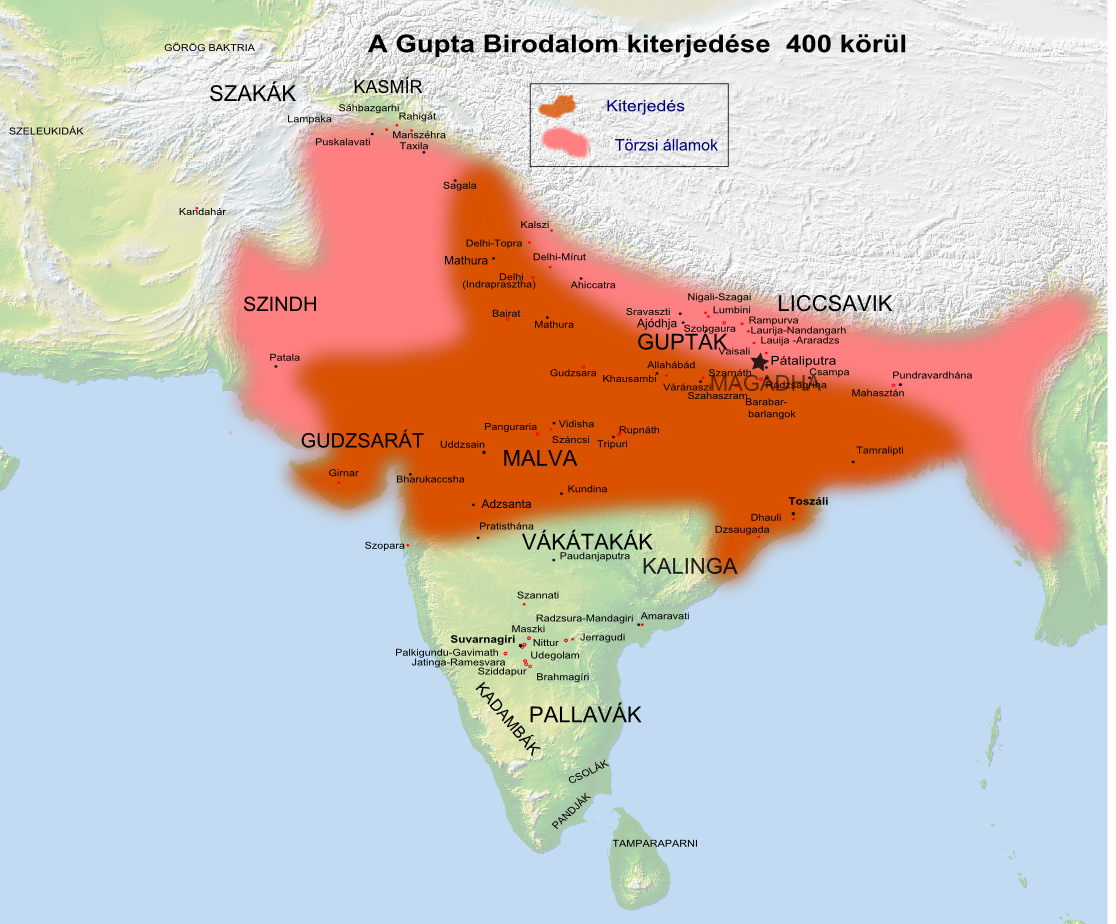
Térkép a Gupta Birodalom fénykoráról: Szamudragupta és II. Csandragupta hódításait követően (400 után)

A Gupta Birodalom az ókori India területén 320–550 között létezett birodalom, India klasszikus korszaka, amelyben utoljára jött létre nemzeti dinasztia uralma alatt Észak-India politikai egysége.  
Hatalmának csúcsán egyesítette az akkor lakható Dél-Ázsia területeit. Az ókori India reneszánsza volt ez az időszak, amely kiemelkedő kulturális értékeket hagyott hátra. Jelentős képzőművészeti alkotásokat hoztak létre. Virágzott a tudomány is, hiszen jelentős filozófiai és matematikai tudásokról maradtak fenn emlékek. Fontos volt számukra, mint minden természettől függő nép számára a csillagászat ismerete. Jól ismerték az orvostudományt. Jelentős irodalmi munkák is születtek ekkor, Kálidásza ekkor írta meg drámáit. A szanszkrit nyelven írott művek az akkori uralkodó elit nyelvén születtek. A vallási ábrázolás is ekkor fejlődött tovább, megindult a többkarú istenek ábrázolása, megjelentek az isteni szimbólumok.

## Történelme
A dinasztiát a vaisja (dolgozó) kasztból származó I. Csandragupta (320–335) alapította, akinek elődei valószínűleg még a Kusán Birodalom egyik hűbéreseként szolgáltak. Beházasodott a jelentős befolyással bíró ókori nemzetségbe, a Liccsavikhoz, ezzel nagy mértékben bővíteni tudta magadhai területeit. 15 éves uralkodása alatt jelentősen bővítette a birodalmát. 
Fia, Szamudragupta (335–380) uralma alá hajtotta csaknem az egész észak-indiai térséget, köztük a kiemelkedő gazdasági jelentőségű Gangesz-medencét és észak-dekkáni területeket. Hadjáratait költői eposzban írta meg Kálidásza, aki egyik művének hősét, Raghu királyt Szamudraguptáról mintázta. Vallási türelmével Asóka nyomdokaiban járt, támogatta a buddhizmust, dzsainizmust és a kereszténységet, bár maga hindu volt. 
A dinasztia harmadik uralkodója, II. Csandragupta (380–415) már felvirágoztatta az országot. Kiterjesztette a külkapcsolatokat, a kereskedelmet, követei még Rómába is eljutottak. Megkezdődött egy egységes törvénykönyv összeállítása is, fejlődtek a jogtudományok. A nyugat-indiai Ksatrapa Fejedelemség II. Csandragupta uralkodása alatt vesztette el függetlenségét, délen a Dekkán feletti ellenőrzést házasságok révén biztosította. A viszonylag hosszan fennálló béke nagymérvű gazdasági és kulturális fellendülést hozott. 
II. Csandragupta utóda, Kumáragupta (415–455) az akkoriban fokozódó hun törzsek (heftaliták)) betörései során vesztette életét.  
460 körül, az első nagy hun háborút Szkandagupta király (455–470) nyerte meg, de a Perzsia felé megindult heftaliták legyőzve a Szászánida Birodalom seregeit tovább gyengítették a Gupták amúgy is ingatag pozícióját. A tartományok függetlenedési törekvéseit már nem lehetett megakadályozni. 
A hunok tartósan megszilárdították hatalmukat Észak-Irán és Baktria területén, majd Tóramána nagyfejedelem (490–515) vezetésével a Gupta Birodalom ellen fordultak, ezzel kezdődött a második hun háború. Tóramána elfoglalta Szindh, Rádzsasztán és Málva tartományokat, majd fia Mihirakula (515–540) egészen a Dekkánig folytatta a hódításokat. Az észak-indiai fejedelmek szövetségének köszönhetően Naraszimhagupta vezetésével sikerült Indiából a hunokat kiűzni, majd Jasódharman málvai király végső csapást mért rájuk 533-ban. 
A gazdaságilag végsőkig legyengült Gupta Birodalom hanyatlásnak indult, tartományok hasadtak le a központi területekről, míg végül a Gupták dinasztiája már csak Magadhát uralta.

## Gazdaság
A tradicionális öntözéses gazdálkodáson alapuló földművelés a kertkultúra fejlődésével, a zöldség- és gyümölcstermesztés terén kialakított új eljárásokkal bővült. Öntözőcsatornákat alakítottak ki, amelyekkel a folyók vízhozamát egyenletesebbé, ezzel kezelhetőbbé tudták tenni. Ismereteiket tankönyvekben (sásztrák) örökítették meg, ám az állattenyésztés tudománya lassan feledésbe merült a szerteágazó, mindenre kiterjedő vallási előírások miatt. A földtulajdon rendszere is ekkor alakult át, a haszonbérleti rendszert felváltotta az örökös tulajdon, amiket előszeretettel osztogatott az uralkodó a főuraknak, vallási közösségeknek. 
A kézműipar termékei nagy keresletnek örvendtek, úgy a selyem és gyapotkelmék mint a vasáruk és ékszerek vonatkozásában. A kézművesek az európai céhekhez hasonlóan szervezetekbe tömörültek (srénik), amelyek jelentős gazdasági és politikai erőt képviseltek. Ekkor alakultak ki a négy varnán nyugvó, a foglalkozáshoz köthető kasztok ezrei is (dzsátik), amelyek tovább növelték India amúgy is szétszabdalt társadalmi rétegződését.  
A vaskohászatra jellemző, hogy ekkor készült a II. Csandraguptának tulajdonított Delhiben (Indrapraszthában) álló 7 méter magas, 6 tonnás monolit vasoszlop is, amelyre jellemző, hogy a mintegy másfél évezred alatt sem rozsdásodott szemmel láthatóan.
A kereskedelem a jó minőségű és kiterjedt úthálózatnak köszönhetően igen fejlett volt, Délkelet-Ázsia, Kína, Afrika, az arab országok, de az ókori Róma is India kereskedelmi partnere volt.

## A Gupta Birodalom művészete

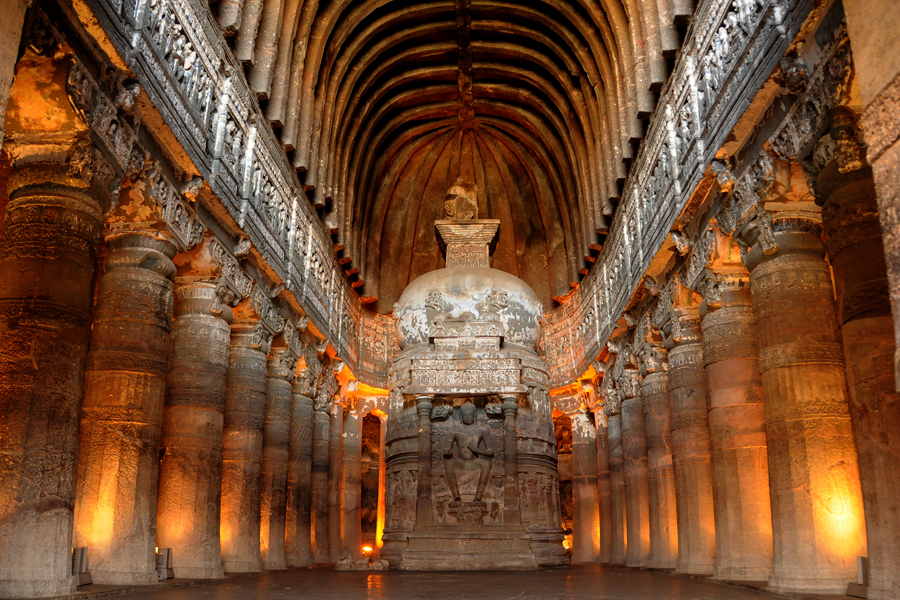
Adzsanta, Oszlopos csarnok sztúpával a 26. számú barlangban

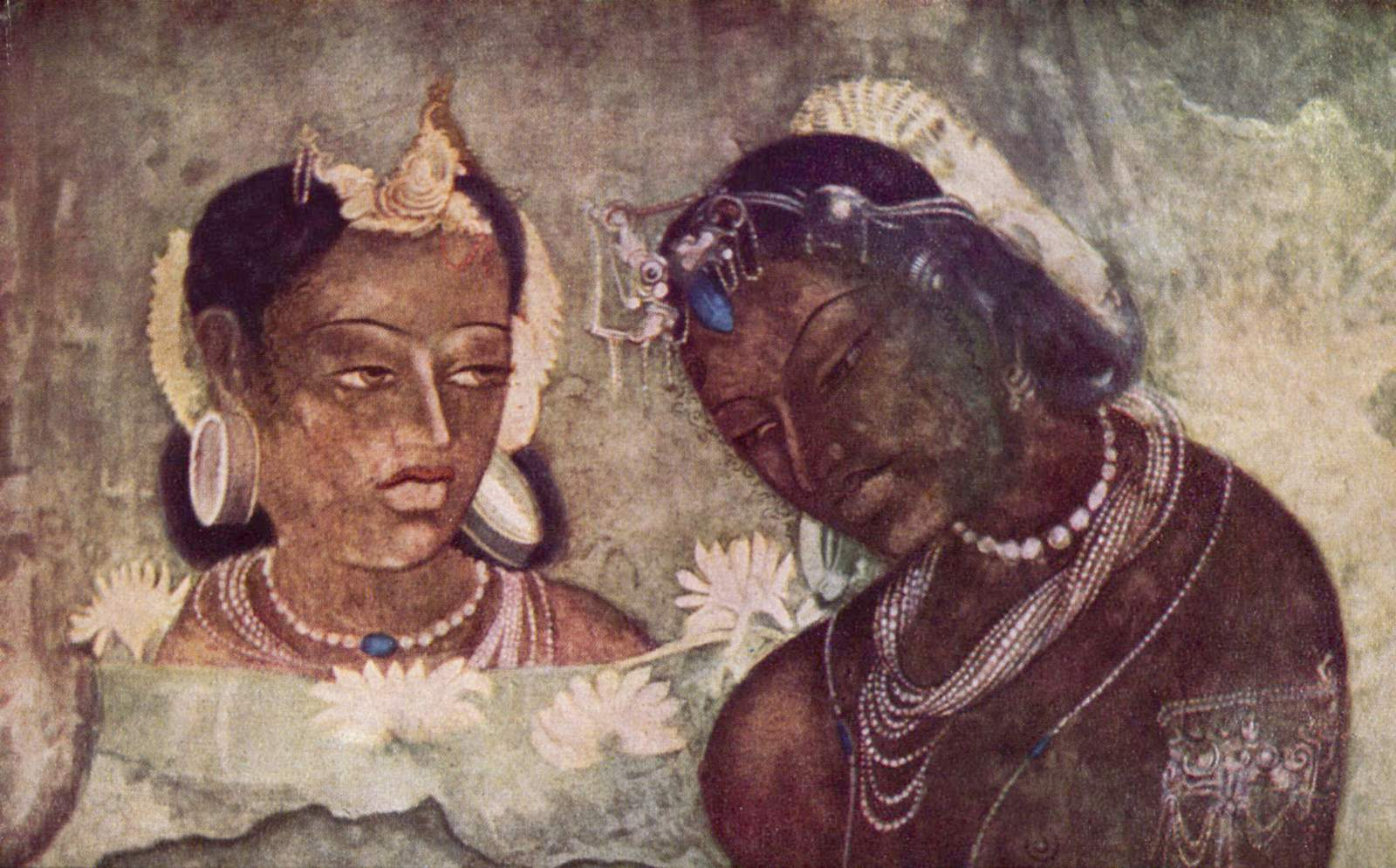
Adzsantai falfestmény részlete

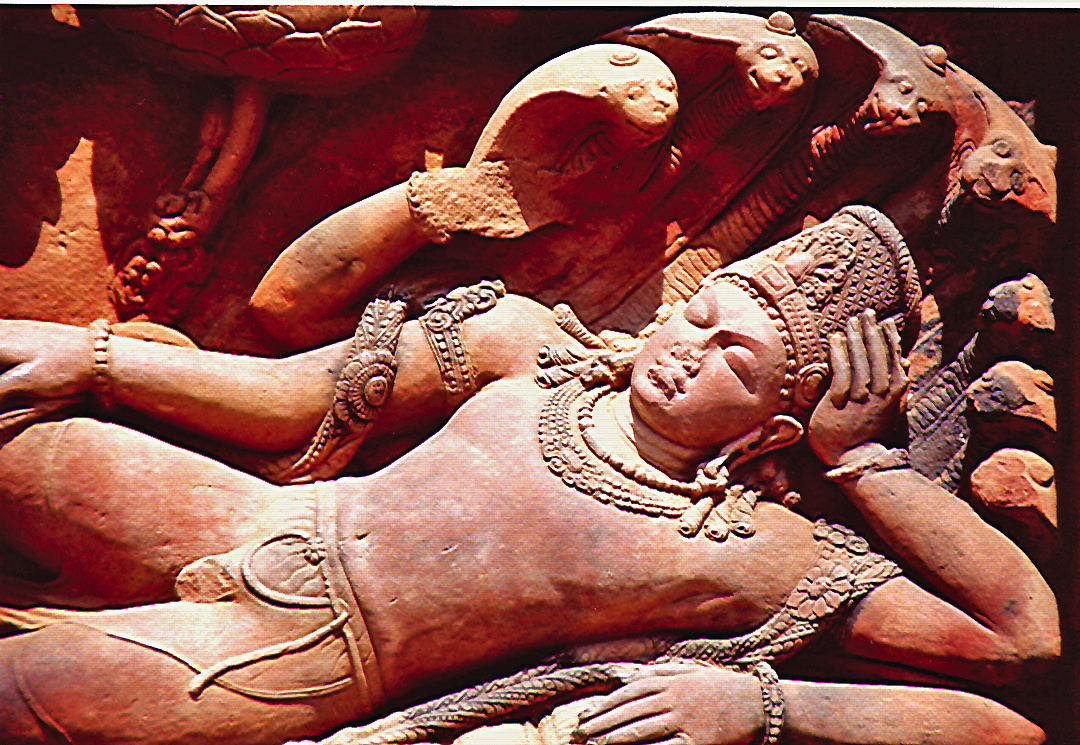
Visnu a kígyó Sesa ágyán, Dasavatara-templom 5. század

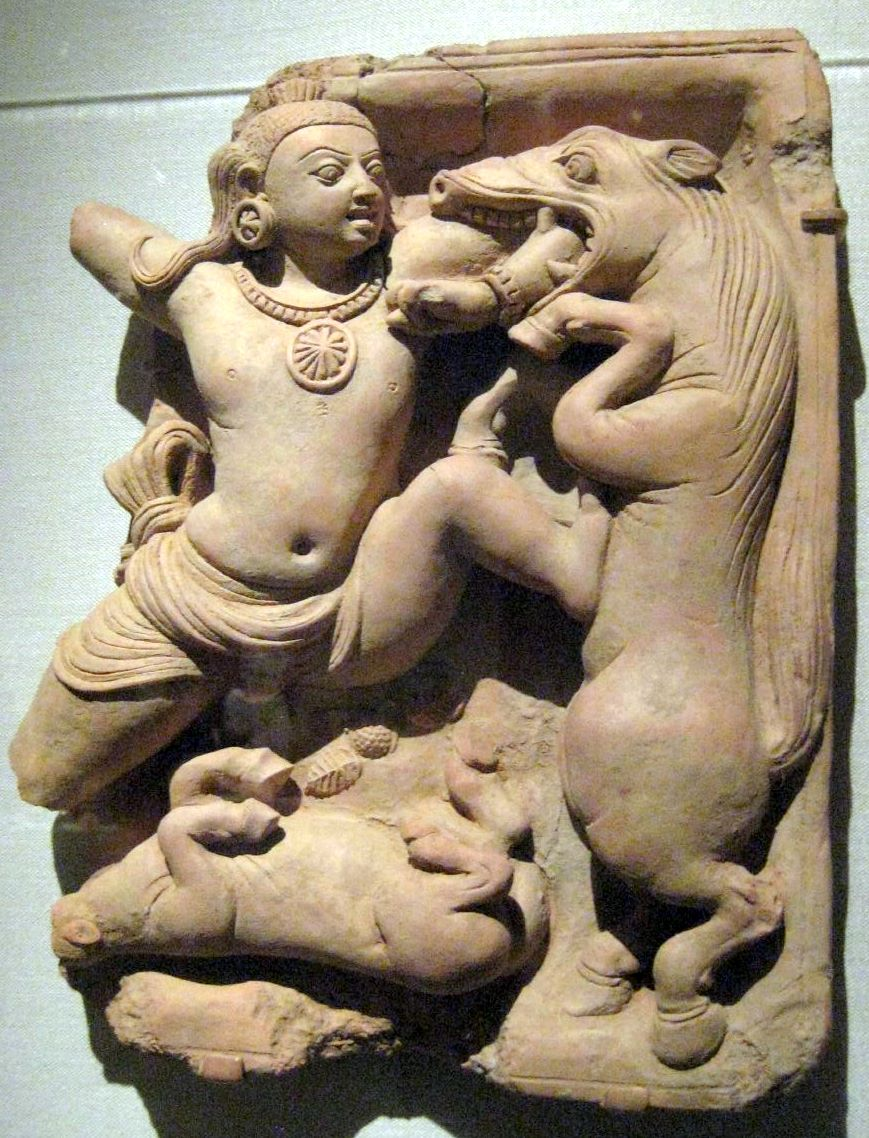
Hindu terrakotta relief, 5. század, Krisna megöli a Kesi démont

Az indiai művészet aranykora a Gupta Birodalom alatt időszakára tehető. A 8. századig hatalmas fellendülés figyelhető meg a képzőművészet, irodalom, vallás és a kultúra terén. Az Indiára máig jellemző művészeti ábrázolásmód innen, a Gupta Birodalom központjából jutott el a Himalájától Közép-Ázsiáig, a délkeleti országrész tartományaiba, sőt az óceánon át Indonéziába is. Ekkor jelent meg az úgynevezett bhágavata mozgalom, amely a szépséget és az esztétikumot előtérbe helyezte a filozófiai tézisekkel szemben, a szépség kultusza így megjelent a templomok díszítéseiben is. A vallási szimbólumok képekben, festményekben, agyagfigurákban jelentek meg. kialakultak a népszerű írások alapjai, az ágamák és puránák. India művészete ekkor érte el klasszikus korát.
Virágzott a költészet, az irodalom is. Az indiai költők számára azonban, akik a társadalom legfelső, szűk körében éltek, a buddhizmus is idegen maradt, akárcsak a régi brahmanista kultuszok, azonban ez utóbbi megújítására törekedtek. A fejedelmi udvarok környezetében élénk művészeti élet alakult ki, amely nagyrészt a népi hagyományokból merített. II. Csandragupta (Vikramáditja) udvarában a tudományos fejlődés addig soha nem látott méreteket öltött. Számtalan eredménnyel gazdagodott a matematika, orvostudomány (ájurvéda), csillagászat. Itt vált ismertté India egyik legkiválóbb és legnépszerűbb költője Kalidásza is.
Világi épületek a Gupta-korszakból sajnos nem maradtak fent, amit a kor építkezéséről tudunk, a barlangok falán megmaradt ábrázolások közvetítik számunkra. Ezeken látható, hogy több emelet magas szerkezeteket hoztak létre többnyire téglalap alakú boltíves ablakokkal, amelyeket rácsozattal láttak el. A teraszok és erkélyek nyitottak voltak. A főúri palotákban aranyozott girlandokkal díszített hengeres oszlopok, pillérek tartották a mennyezetet, a falakat festmények borították. A magánházakat a gazdag polgárok is díszíttették külső és belső festményekkel, ornamentikával.
Buddhista templomépítmények (sztúpák) Dzsaulian Csarszaddában és más ősi helyszíneken Pusakavati közelében épültek. A rádzsgíri Dzsaraszandra-Ka-Baith sztúpa és a 128 láb magas Dhámek-sztúpa Szárnáthban a Gupta-kor végén született. Utóbbi figyelemre méltó ornamentikus díszítést kapott. A kolostorok a régi buddhista helyszínek közelében épültek, ebből a korból jelentős a pusakalavati buddhista kolostor. A Mehra-Maradu-kolostorban egy díszített ebédlő, konyha, tároló, fürdőszoba és WC kapcsolódik a vallási létesítményhez. Szárnáthi ásatásokból előkerültek egy buddhista templom maradványai, ugyanitt számos kolostort tártak fel. Naraszimha-Gupta Baladitja uralkodó épített egy 300 m magas Buddhának szentelt téglatemplomot Nalandában, ami kivívta a korabeli kínai utazók csodálatát is. Ez az építmény mára már nem maradt meg.
Az ebből a korszakból származó fő barlangszerkezetek az adzsantai struktúrához hasonlítanak.
A barlangtemplomok Mahárástra államban, Aurangábádtól 107 kilométernyire északra találhatók. A műemléki terület nevét a közeli településről, a 12 kilométerre fekvő Adzsantáról kapta. A Vághúra folyó patkó alakú kanyarulatát körbeölelő sziklafalakba vájták az i. e. 2–1. és az i. sz. 5–6. század környékén. A 29 kivájt barlangból 4 buddhista szentélyt (csaitja) és 25 kolostort (vihára) alakítottak ki. Díszítéseiben a legpompásabb 16. és 17. számú adzsantai barlang a Gupta időszak alatt született. A vihárában talált felirat szerint a barlang a Vakataka-dinasztiabeli Hariséna király parancsára jött létre az 5. század végén. A Buddha-szentély falfestményeinek témája Buddha születésének története. A legtöbb freskó ebben a barlangban található, amelyek meglehetősen jó állapotban vannak. A 19. szentélykamra (csaitjagriha) keletkezése is az 5. század második felére tehető. A barlangok közül az itteni főhajó a legdíszesebb: az oszlopokat gazdag Buddha- és bodhiszattva-ábrázolásokkal borították. Újszerű a homlokzat Buddha-ábrázolása, mert nem a megszokott ülésmódban, hanem leeresztett lábakkal mintázták meg.
A korszak falfestményei az i. e. 1–8. század között készültek. Ezek közül a buddhista freskók közül a Adzsanta-barlangbeliek az ókori civilizációk legszebb műemlékei közé tartoznak. A legenda szerint Buddha különböző újjászületései során átélte az emberi lét valamennyi állapotát. Ennek megfelelően Buddhának a sziklatemplom falain megjelenő élettörténete egy olyan részletesen kidolgozott hőskölteményt ábrázol, amelyben az 1. évezred derekán virágzó indiai élet jelenségei tükröződnek. A festmények vallási célokra készültek, gyakran erotikus tartalommal. Termek egész sora tárja elénk Buddha életének epizódjait. A minden falfelületet betöltő színes freskók egyben történelmi dokumentumok is. Pazar felvonulások csakúgy láthatók itt, mint gabonát őrlő vagy táncoló nők, de találunk itt harci jeleneteket, vadászatot, láthatjuk a fejedelmet, amint kíséretével ünnepélyes menetben vonul elefántháton, a követek fogadását, a hercegnő sétáját és hasonló udvari eseményeket. Látunk itt intim házi jeleneteket is, például félig meztelen, faláncokkal és más ékszerekkel teleaggatott szépséget, amint két napbarnított szolgálója között öltözködik. Bepillantva valamelyik házba szerelmespárt látunk fekhelyükön. Tökéletes az állatok, a viaskodó bikák, elefántok, antilopok és szarvasok ábrázolása is. Mintha csak szemünk előtt zajlanának a mindennapi élet jelenetei. Az adzsantai barlangtemplomok freskóihoz rendkívül hasonlóak azok az érzékiséget sugárzó apszarák is, a világos színű, felhőkből előbukkanó, felsőtestüket felfedő mitikus nőalakok, amelyek a ceyloni Szigiradzsa szikláit díszítik. A mogulrádzsapurami barlangokat Undavalliban és Akkannamadannában szintén a Gupta Birodalom időszaka alatt építették. Érdekességük, hogy a közép-indiai udajagiri szerkezetek mintájára vájták ki a sziklákból.

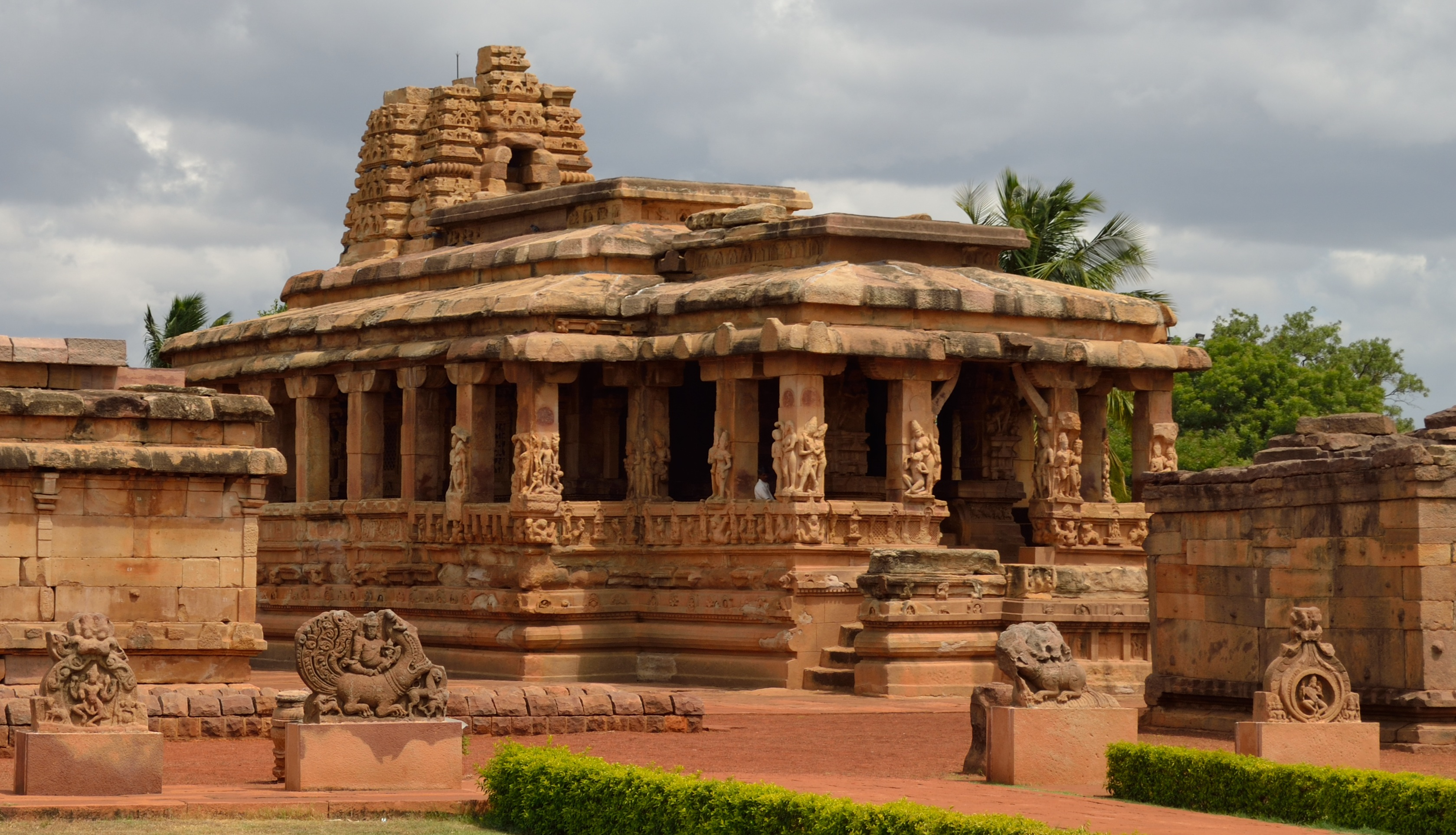
A Durga-templom Aiholéban sikharával

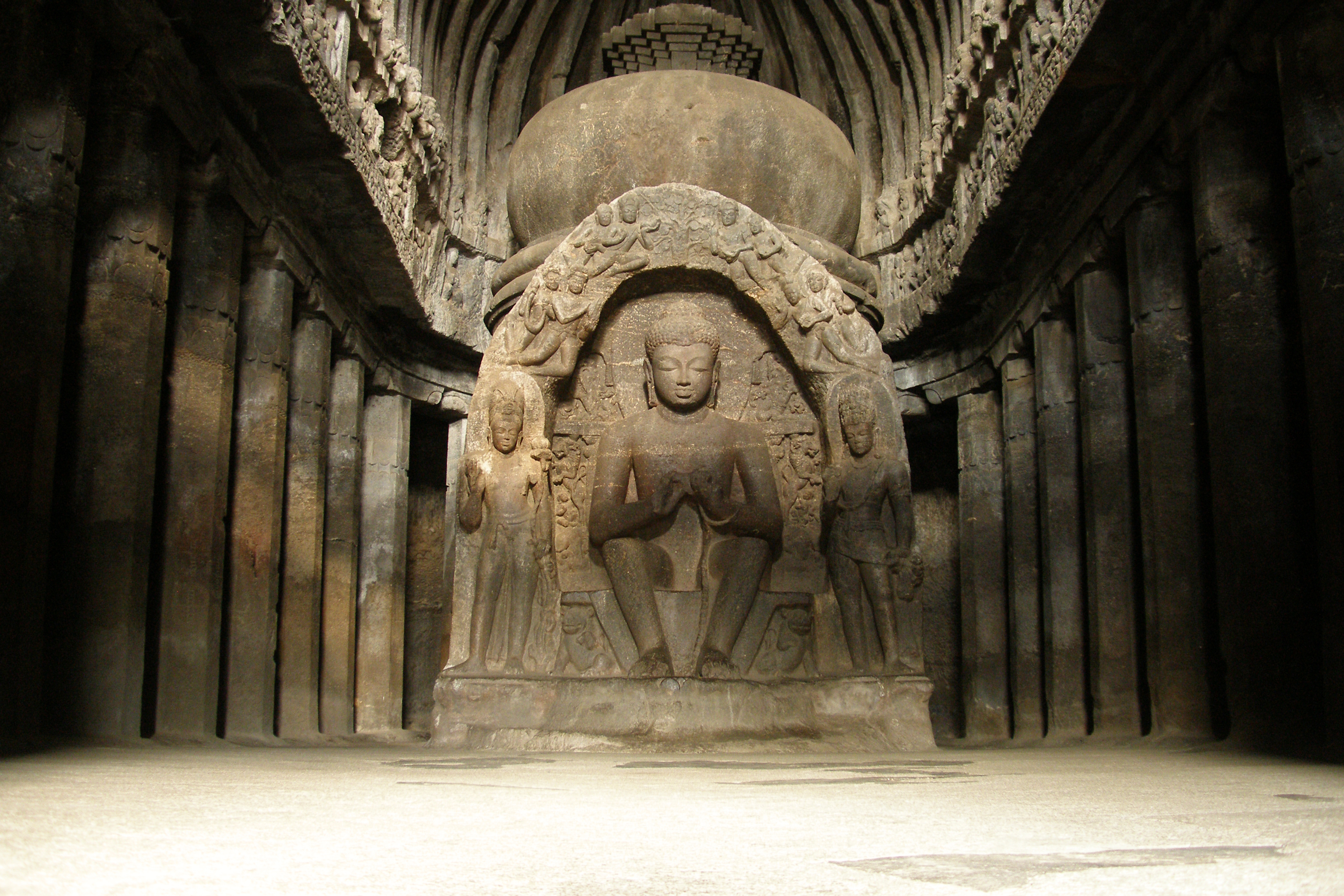
Az ellórai barlangtemplomok egyike ülő Buddhával

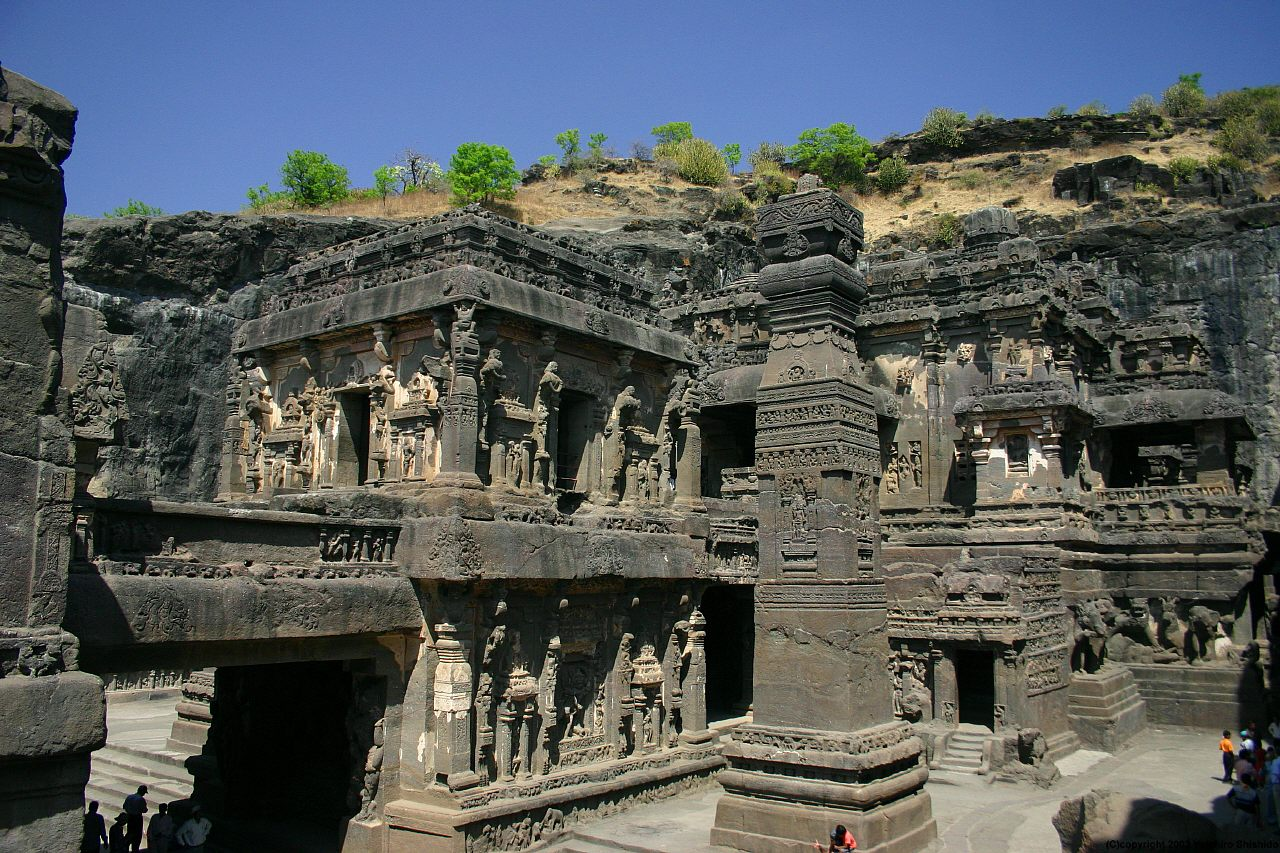
A Kailaszanátha-templom részlete (Ellóra)

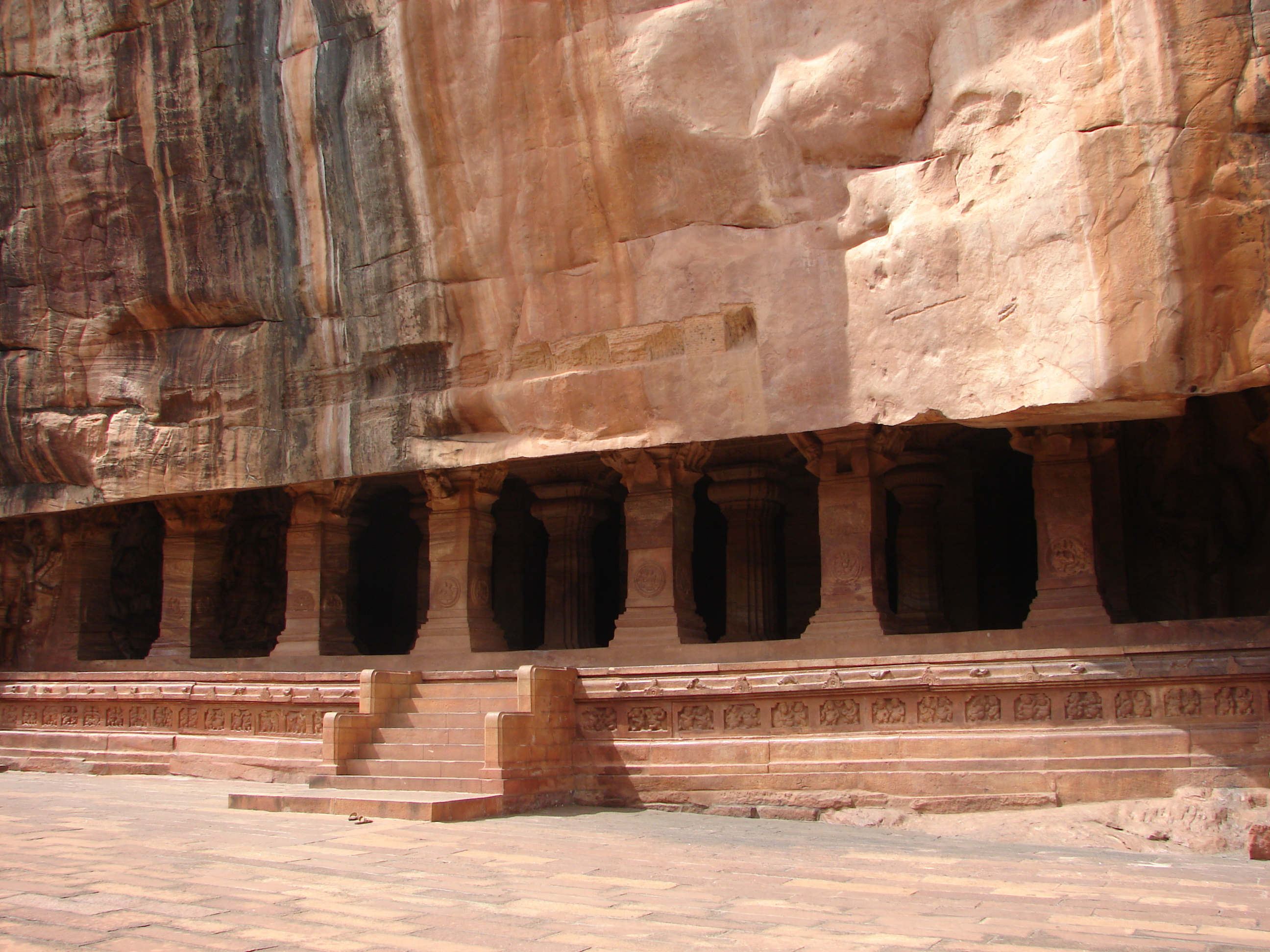
Badami barlangtemplomok (korai Csálukja-dinasztia, 6. század

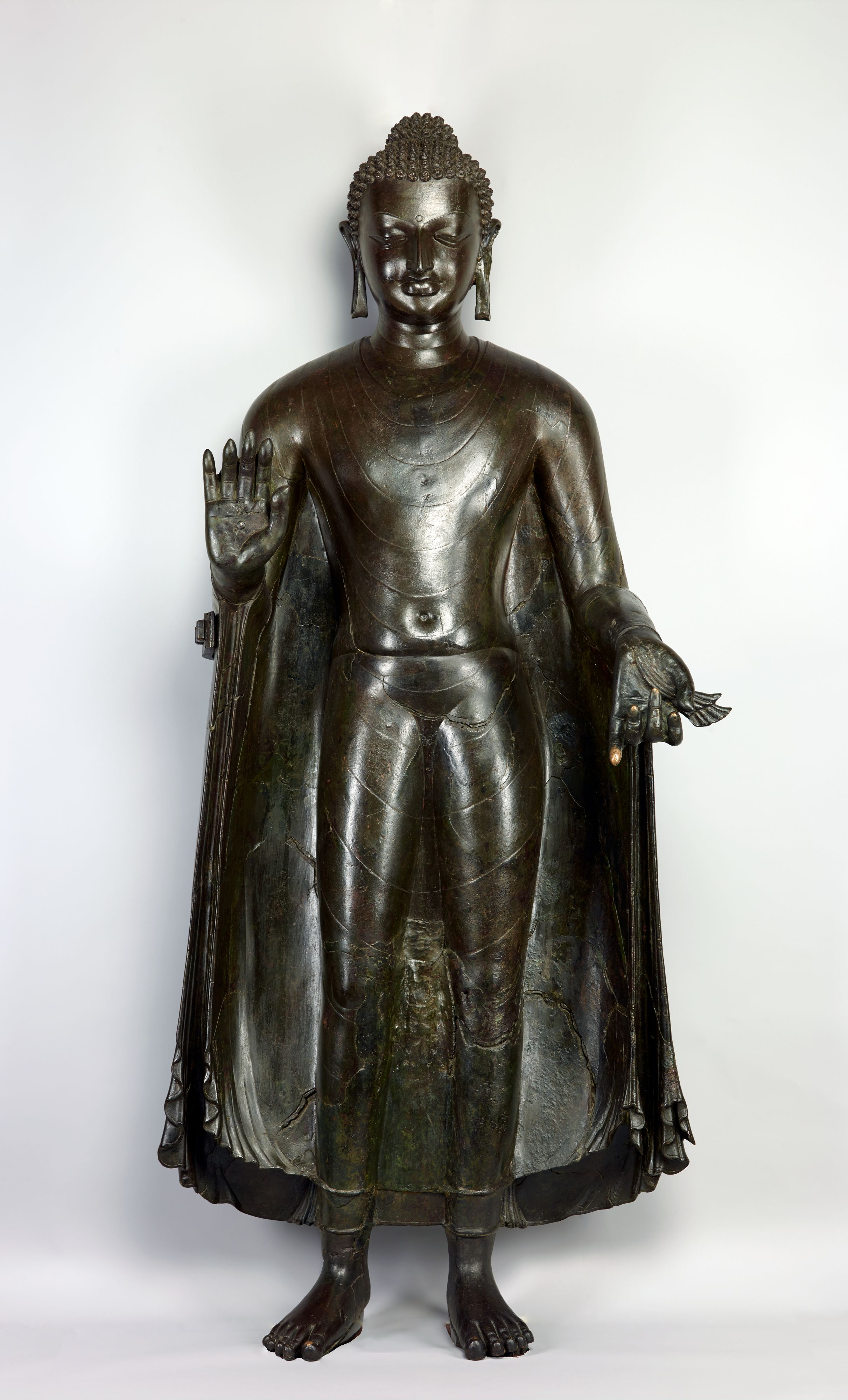
Buddha Szultángandzsból a birminghami múzeumban

Az építészetben a barlangtemplomok mellett ekkor kezdődik a monolit (egyetlen sziklából kifaragott) alkotások kora. A 4. századtól a fő építészeti ágat az így épült templomok képviselik, amelyek az indiai építészet legfontosabb alkotásai közé tartoznak. A fejlődés különösen a Csálukja fővárosban, Aiholéban szembe tűnő, ahol az eredetileg is hindu kultusz számára épült Durga-templomból lett buddhista szentély (csaitja) felett már megtalálható a később általánossá vát templom zárószerkezete, a sikhara. Ugyanez a buddhista, dzsaina, hindu hagyományokat felmutató, 8. században kialakított ellórai épületegyüttesben is megfigyelhető. Az indiai buddhista művészet ebben a korban Délkelet-Ázsia és a Távol-Kelet számos országába eljutott és mindenütt nagy hatást gyakorolt a művészet fejlődésére. Ugyancsak az indiai buddhizmus hatására alakult ki Nepál és Tibet jellegzetes lámaista művészete. A legkorábbi ismert hindu templomok kőből készültek, nem túl nagy és jelentős szentélykamrával, amibe az istenek képeit, szobrait helyezték el, a kis belső tér nem a hívek gyülekezőhelye volt. A tető általában lapos, kőfalazat tartotta minden habarcs nélkül, de előfordultak terrakotta (égetett tégla) építmények is. Jelentős képviselője a terrakotta díszítésű templomoknak a Bhitar-Gáonban épített szentély, amely piramis alakú tetővel rendelkezik, külső falait a hindu mitológiából vett jeleneteket ábrázoló égetett agyagszobrok díszítik. Építészetileg azért is fontos ez az építmény, mert ez rendelkezik a legkorábbi boltívvel egész Indiában. A Gupta korban megjelenő korai templomok éles ellentétben álltak a későbbi hatalmas sikharás (csúcsos) formákkal, és mandapák (csarnokok) sem csatlakoztak hozzájuk. A Gupta-korszak vége felé (500 körül) azonban megfigyelhető az átmenet egy magának több figyelmet követelő nagyobb szakrális tér irányába.
Dél-India nagyon kevés építészeti emléket hagyott hátra a Gupta-korszakból. Ezek egyike az Ananda királyok által a 4. században épített Kapotesvara-templom Csezarlában. Ez a legkorábbi ismert hindu templom, amely már egy apszist is tartalmaz, hasonlóan a buddhista csaitjákhoz. Bhopál közelében, Udajagiriben szintén hindu isteneknek szentelt barlangtemplomokat fedeztek fel, amelyek feliratuk szerint 401-ben épültek II. Csandragupta uralkodása alatt. Ez az eddig ismert legkorábbi hindu templom. A szentélyt a sziklába vájták, de kőből épült, alacsony oszlopcsarnokkal bővítették ki. Ez a stílus átmenet a tiszta barlangi szentélyek az épített templomok között. Az oszlopcsarnok, a faragott ajtó és a pillérek díszítései tipikusan jellemzők a Gupta stílusra.
A dekkáni területeken készült szobrokon bontakozott ki teljes pompájában a Gupta befolyás. Ez különösen igaz a mogulrádzsapurami, és az uudavalti alkotásokra, amelyek a hindu mitológia jeleneteit ábrázolják. A szobrászat járult hozzá leginkább ahhoz, hogy a Gupta-korszak művészetét India aranykorának tartják. Ekkorra a mathurai mesterek már olyan tökélyre fejlesztették a kövek megmunkálását, a hagyományokon alapuló, szigorú elveket követő stíluselemek formagazdagságát, amivel évszázadokra példát mutattak a szobrászat terén. Ugyancsak a Gupta-korban kerültek rögzítésre a „Művészet vezérfonalai” néven ismert írások, a silpa-sásztrák, amik részletekbe menően szabályozták, kanonizálták az esztétikum korabeli követelményeit.
A kora középkori gupta szobrok sikere a visszafogott érzékiség és a kidolgozás szimbolikus absztrakciója közötti szintézisben rejlik. A külső forma és a belső szellemi mondanivaló egysége sehol sem tűnik ki annyira, mint az ebben a korban született alkotásoknál. Az agresszív szépség, ahogy azt Mathurában előzőleg általánosan ábrázolták, már nincs összhangban a Gupta-kor szellemiségével; Az érzékiség megjelenítése már erkölcsi értelemben korlátozott. A meztelenség ábrázolása meglehetősen visszafogott. Áttetsző drapériákra bízzák, hogy elrejtse, egyúttal érzékeltesse a test körvonalait. A három legkiemelkedőbb példa erre az ülő Buddha kép Szárnáthból, a feliratos kép az álló Buddháról (ma a Mathurai múzeum gyűjteményében), valamint Buddha szultángandzsi hatalmas réz szobra (kb 2,3 méter magas), most a Birminghami Múzeum tulajdona. Az egyik legjellemzőbb példa a hindu szobrászatra a korszakból a mathurai Visnu szobor vagy az udajagiri Varáha plasztikája.
A Gupta-kor Buddha ábrázolásaiban már felfedezhetünk néhány újítást. Általában göndör hajjal ábrázolták, mivel a Kusán-dinasztia alatt született, kopasz Buddha szobrok már nem feleltek meg a Gupta-kor esztétikai igényeinek. A második sajátosság az a kecses díszítés, fátylak és leplek ornamentikus ábrázolása, ami a különböző a figurákon fellelhető. A szárnáthi Buddha ábrázolásban, a mester a jobb kezét a védelem szimbolikájával kitartja (abhajamudra) és fenséges nyugalmat, egyfajta spirituális extázist sugároz
Ugyancsak a Gupta-korszakban került sor a hinduizmus komolyabb újraélesztésére, ez tükröződik a szobrokon is. A legszebb Siva képek, mint a khohi Sivalinga a Gupta-korszakból származik. A linga formája mint Siva nemzőerejének jelképes ábrázolása már a Kusán időszakban is létezett, de Ekamukhi és Csaturamukhi Sivalinga ábrázolásainak kombinációja mégis a korra jellemző ikonográfiát alakított ki. Ekkor szaporodtak meg Siva Ardhanerisvara formában történő ábrázolásai (amikor a férfi és női tulajdonságok egy szoborban vannak jelen).
Talán a legjobb minőségű a Gupta plasztikák Visnu Mathurában talált ábrázolásai, amikor arcán megelégedettség és derűs spirituális elmélkedés tükröződik. Ez az első alkalom, hogy a szobrok Visnu kozmikus formáit mutatják, majd az emberi arcot Visnu avatáráival ötvözik, vaddisznóval, oroszlánnal (Naraszimha-, Varáha-Visnu). Visnu kozmikus szempontjának egyik- másik ábrázolása ebben az időszakban a központi, nyolc karú emberi alakot körülvevő sugárnyalábot jelképező ábrázolás, amit egy Garvából származó díszes ajtókereten találunk. A nagy Varáha képet Udajagiriben (i. sz. 400) már a Gupta szobrászat kiemelkedő alkotásának tekinthetjük. Ugyanitt jeleneteket láthatunk a két ikerfolyó, a Gangesz és a Jamuna születésének mitológiai képeiből. Ezek valószínűleg i. sz. 26. évben készültek, a Madhjadesza királyság uralkodása alatt. A napistent, Szurját ábrázoló képek azt mutatják, hogy a napisten északi módon volt öltözve. Ez az ábrázolásmód Afganisztántól Mathuráig az északi területeken figyelhető meg.
A terrakotta szobrok a Gupta művészet fontos elemei. A szegényebb vidékeken a szobrászat alapanyagaként égetett agyagot használtak. Mivel az agyag könnyen hozzáférhető volt, ez az alapanyag nagyban hozzájárult a művészet népszerűsítéséhez. A terrakotta szobrok két típusa különböztethető meg: istenek és istennők, illetve férfi és női alakok. A legtöbb hindu istenség képviselteti magát ezekben a szobrokban, Visnu, Kartikéja, Szúrja, Durga, Jamuna, Ganga. Az aiccsatrai teraszos téglatemplom életnagyságú Ganga és Jamuna szobrainak kiégetése igen magas szintű technikai tudást feltételez. A férfi és női alakok csoportokat alkotnak, ruházatukról felismerhető származásuk, a külföldiek Perzsiából és Közép-Ázsiából érkezhettek, hétköznapi figurák minden társadalmi osztályból. Esküvők, vőlegények, elefántlovasok, udvari bolondok és törpék. A terrakotta figurák a kadzsgháti és ahiccsatrai ásatások szerint a szépség ábrázolását helyezték a fókuszba. Kidolgozták a női szemeket és tökéletességre vitték a női fejek ábrázolását. A szobrok kifestésére használt szín a piros, rózsaszín, sárga és fehér volt.

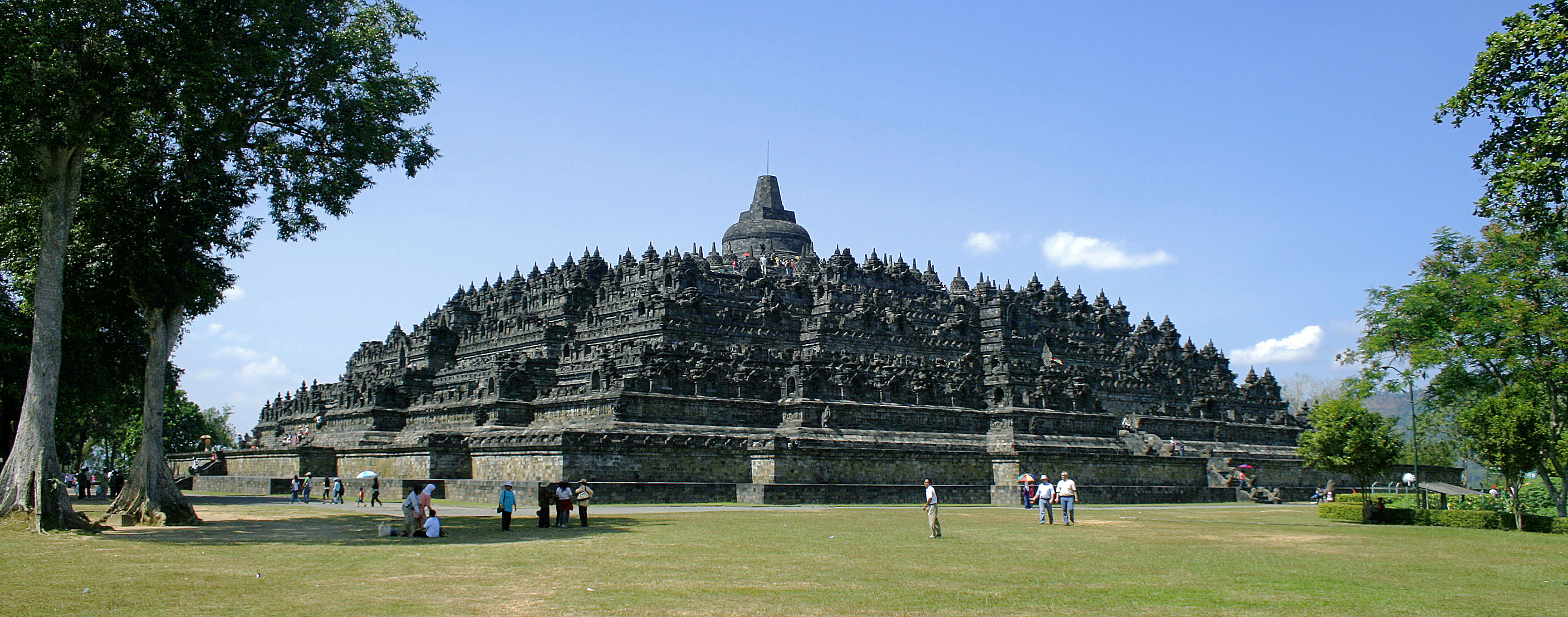
Borobudur temploma Indonéziában, a Gupta-korszak befolyását tükrözi